# ファブリシオ・ドス・サントス・シウヴァ
ファブリシオ (Fabrício) ことファブリシオ・ドス・サントス・シウヴァ（ポルトガル語: Fabrício dos Santos Silva、1987年1月11日 - ）は、ブラジルのサッカー選手。ポジションはDFまたはMF。

## 経歴
2009年にユース時代に在籍したアソシアソン・ポルトゥゲーザ・ジ・デスポルトスに復帰。2011年にSCインテルナシオナルにレンタル移籍した後、2012年に完全移籍した。2015年4月2日のイパチンガFC戦では自クラブのサポーターからブーイングを受け、これに対して中指を突き立てたため、審判のルイス・ティシェイラからレッドカードを提示された。さらに、退場時にはユニフォームをピッチ上に脱ぎ捨てて「俺は去る」と叫んだため、インテルナシオナルはこの行動に対して出場停止の処罰を下した。その後、クルゼイロEC、SEパルメイラスにレンタル移籍している。

## タイトル
インテルナシオナル
- レコパ・スダメリカーナ: 2011
- カンピオナート・ガウショ: 2012, 2013, 2014, 2015